# Rhaphiolepis salicifolia
Rhaphiolepis salicifolia är en rosväxtart som beskrevs av John Lindley. Rhaphiolepis salicifolia ingår i släktet Rhaphiolepis och familjen rosväxter. Inga underarter finns listade i Catalogue of Life.